# Hypocrita jucunda
Hypocrita jucunda är en fjärilsart som beskrevs av Felder 1874. Hypocrita jucunda ingår i släktet Hypocrita och familjen björnspinnare. Inga underarter finns listade i Catalogue of Life.